# Триптофангидроксилаза
Триптофангидроксилаза, также триптофан 5-монооксигеназа — фермент (КФ 1.14.16.4), из семейства гидроксилаз (класс оксидоредуктазы), участвующий в синтезе серотонина и мелатонина.
На первом этапе синтеза серотонина, триптофангидроксилаза катализирует присоединение -HO группы (гидроксилирование) к 5-гидрокситриптофану. 
У человека и других млекопитающих в геноме присутствуют два гена, TPH1 и TPH2, кодирующих разные изоформы триптофангидроксилазы.

## Триптофангидроксилаза 1
Триптофангидроксилаза 1 кодируется геном TPH1. Экспрессия TPH1 отмечается в периферических органах, а также в нервной системе. Исследуется влияние вариаций гена на черты характера (см. rs1800532), возможная связь гена с шизофренией и наркозависимостью (см. Rs1799913).

## Триптофангидроксилаза 2
Триптофангидроксилаза 2 (ген TPH2) обнаруживается у подопытных мышей только в мозге, в отличие от более широко распространенной формы TPH1.  